# 마이클 클라우드
마이클 조나단 클라우드(Michael Jonathan Cloud, 1975년 5월 13일 ~ )는 미국의 정치인이다.

## 학력
- 오럴 로버츠 대학교 인문사회 학사

## 경력
- 2018.07 ~ 제115~대 미국 텍사스주 제27선거구 연방하원의원

## 역대 선거 결과
| 선거명        | 직책명                       | 대수  | 정당   | 득표율 | 득표수    | 결과 | 당락                   |
| ------------- | ---------------------------- | ----- | ------ | ------ | --------- | ---- | ---------------------- |
| 2018년 재선거 | 하원의원 (텍사스 제27선거구) | 115대 | 공화당 | 54.76% | 19,872표  | 1위  | 텍사스주 하원의원 당선 |
| 2018년 선거   | 하원의원 (텍사스 제27선거구) | 116대 | 공화당 | 60.32% | 125,118표 | 1위  | 텍사스주 하원의원 당선 |
| 2020년 선거   | 하원의원 (텍사스 제27선거구) | 117대 | 공화당 | 63.06% | 172,305표 | 1위  | 텍사스주 하원의원 당선 |
| 2022년 선거   | 하원의원 (텍사스 제27선거구) | 118대 | 공화당 | 64.44% | 133,416표 | 1위  | 텍사스주 하원의원 당선 |
| 2024년 선거   | 하원의원 (텍사스 제27선거구) | 119대 | 공화당 | 66.04% | 183,980표 | 1위  | 텍사스주 하원의원 당선 |

## 참고 자료
- 위키미디어 공용에 마이클 클라우드 관련 미디어 분류가 있습니다.